# Conus inscriptus
Conus inscriptus é uma espécie de gastrópode do gênero Conus, pertencente a família Conidae.